# Morpho rhetenor
Espèce
Morpho rhetenor est une espèce d'insectes lépidoptères (papillons) qui appartient à la famille des nymphalidés, sous-famille des Morphinae, à la tribu des Morphini et au genre Morpho.

## Historique et dénomination
- L'espèce Morpho rhetenor a été décrite par l'entomologiste hollandais Pieter Cramer en 1775 sous le nom initial de Papilio rhetenor[1].
- La localité type est le Surinam.

### Nom vernaculaire
Morpho rhetenor se nomme Blue Morpho en anglais et Blauer Morpho en allemand,. 

### Taxinomie
Le nom complet est Morpho (Cypritis) rhetenor
Liste des Sous-espèces
- Morpho rhetenor rhetenor; présent au Brésil, au Surinam et en Guyane.

Synonymie pour cette sous-espèce
Papilio andromachus Cramer, 1775
Megamede rhetenoris Hübner, [1819]
Megamede chalciope Hübner, [1819]
Morpho rhetenor eusebes Fruhstorfer, 1907
Morpho ab. subcacica Le Moult, 1927
Morpho var. laothoe Talbot, 1927
Morpho var. rosenbergi Le Moult, 1931
Morpho var. paramacas Le Moult, 1931
Morpho ab. coerulesquamosa Le Moult, 1931
Morpho rhetenor tapajoz Le Moult, 1931
Morpho ab. monicae Tarel, 1932
Morpho (Cypritis) rhetenor tapajonus Le Moult & Réal, 1962
Morpho (Cypritis) f. integribasalis Le Moult & Réal, 1962
Morpho (Cypritis) f. sauteri Le Moult & Réal, 1962
- Morpho rhetenor cacica Staudinger, 1876 ; présent en Équateur et au Pérou.
- Morpho rhetenor columbianus Krüger, 1925 ; présent en Colombie et au Venezuela.
- Morpho rhetenor equatenor Le Moult & Réal, 1962 ; présent en Colombie, en Équateur et au Pérou.
- Morpho rhetenor helena Staudinger, 1890 ; présent au Pérou.
- Morpho rhetenor subtusmurina Le Moult & Réal, 1962 ; présent en Bolivie et au Brésil[2].

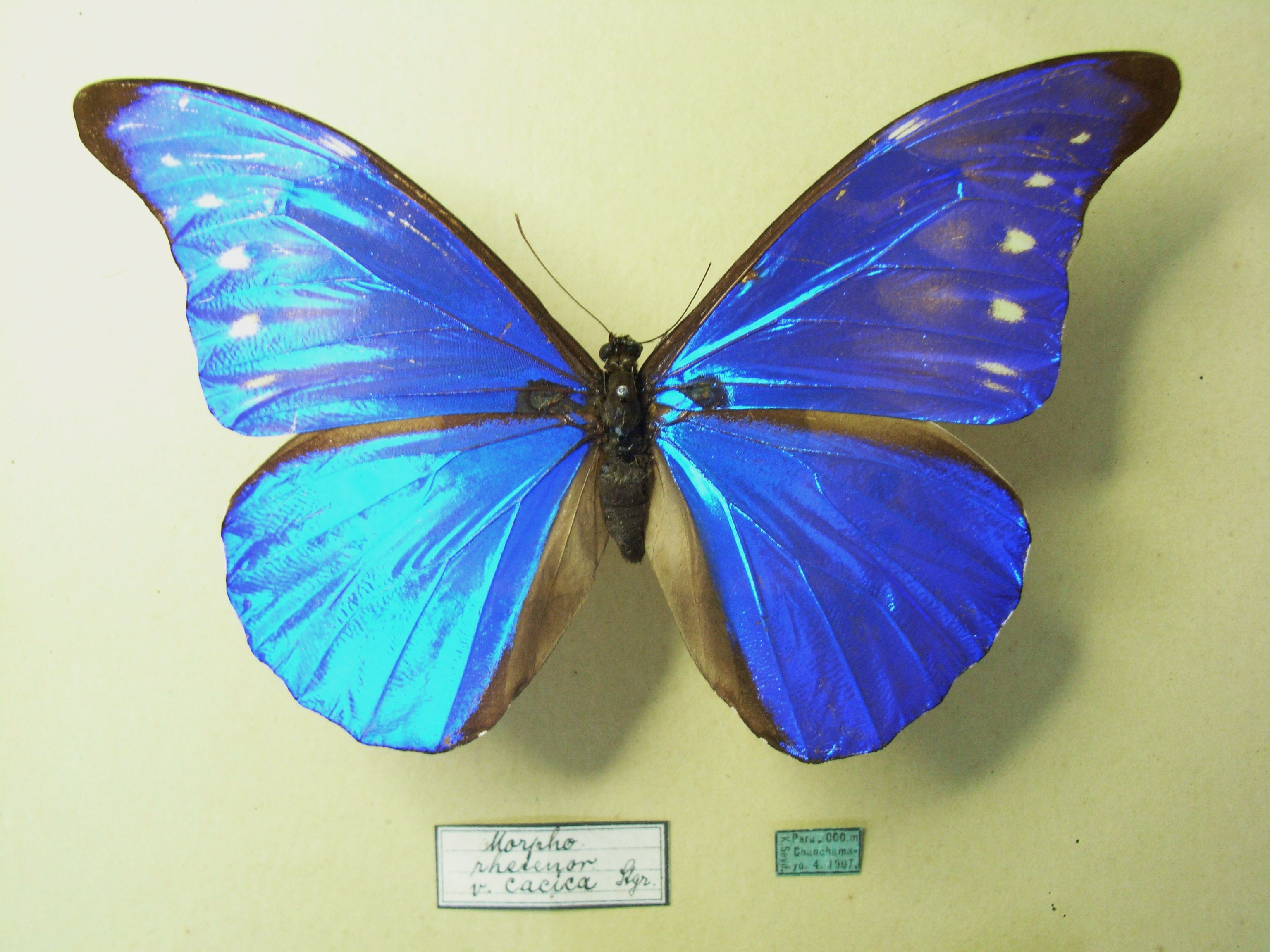
Morpho rhetenor cacica, Museum Wiesenbad

## Description
Morpho rhetenor est un très grand papillon d'une envergure qui varie de 115 mm à 170 mm aux ailes antérieures à la face externe concave et au dessus des ailes bleu métallisé avec des reflets fluorescents,. Le revers est marron dans la partie basale beige dans la partie distale avec une séparation festonnée et une ligne d'ocelles marron.
La femelle est plus grande que le mâle avec un dessus marron foncé.

## Biologie

### Plantes hôtes
La plante hôte de sa chenille est une légumineuse, Macrolobium bifolium.

## Écologie et distribution
Morpho rhetenor est présent au Venezuela, en Colombie, en Équateur, en Bolivie, au Pérou, au Brésil, au Surinam et en Guyane.

### Biotope
Morpho rhetenor réside dans les forêts humides et dans les forêts des contreforts des Andes jusqu'à 1 000 m.

### Protection
Pas de statut de protection particulier.